# Испанское экономическое чудо
Испанское экономическое чудо (исп. Milagro económico español) — исторический феномен рекордного роста испанской экономики, начавшийся в 1959 году и продолжавшийся до 1973 года. Мировой нефтяной кризис 1973 года ознаменовал конец экономического бума в Испании.

## История

### Предыстория
XIX век в Испании был отмечен политической и социальной нестабильностью, которая отрицательно сказывалась на экономическом развитии, оставив Испанию далеко позади большинства стран Западной Европы. В конце XIX и начале XX веков, Испания добилась относительной стабильности, которая привела к значительному росту экономики. В 1920-е годы вернулась политическая нестабильность, на которую наложилась Великая депрессия (1929—1933), приведя к свержению монархии и установлению республики, в результате всё завершилось разрушительной гражданской войной (1936—1939). Войну выиграли националистические силы во главе с генералом Франсиско Франко, который установил в стране диктатуру.
Несмотря на то, что во время Второй мировой войны Испания не была воюющей стороной, открытая поддержка держав Оси привела к периоду послевоенной изоляции, в частности, ряд стран отозвали своих послов, многие страны, как западные, так и коммунистического блока, присоединились к торговому эмбарго. В ответ режим Франко применил политику автаркии. Восстановление экономики происходило очень медленно. Промышленное производство вернулось на уровень 1936 года только в 1955 году, сельскохозяйственный сектор смог восстановить свой уровень до гражданской войны ещё позже, в 1959 году. Постепенное восстановление дипломатических отношений с США и их союзниками в 1950-х годах, что было связано с растущей в условиях противостояния между Западом и Востоком стратегической важностью Испании, привело к росту внешней торговли и объёма иностранных инвестиций, а значит и к снижению экономических трудностей Испании.

### Начало «чуда»
«Экономическое чудо» было инициировано реформами, продвигаемыми так называемыми «технократами», которые с одобрения Франко разработали и осуществили политику развития испанской экономики под руководством Международного валютного фонда. Технократы стали для Испании новым классом политиков, которые заменили старую фалангистскую гвардию. Реализация стратегии, разработанной технократами, принимала форму планов развития и имела большой успех: в 1960-х годах Испания была второй страной в мире по темпам экономического роста, немного отставая от Японии, став в результате девятой по величине экономикой в мире. Благодаря успешной политике технократов Испания присоединилась к промышленно развитым странам, оставив в прошлом нищету и отсталость, которые были свойственны стране после утраты большей части своей империи в начале XIX века.
Однако экономический рост, стимулируемый государством, имел немало недостатков, ярко проявивших себя во время кризиса 1970-х годов. Это не только нанесло серьёзный экологический ущерб, но и привело к неравномерному развитию регионов, оставив многие из них в нищете, но и в конечном итоге вызвало проблемы, некоторые из которых не удалось решить даже в 2000-х годах.

## Устойчивое развитие

### Открытость миру
Во многом экономический рост объяснялся широкомасштабными государственными инвестициями в инфраструктуру и в отдельные важные отрасли, а также открытием Испании в качестве популярного туристического направления. Чудо завершило период автаркии 1940-х—1950-х годов и стало ответом на экономический кризис в Испании, вызванный Гражданской и Второй мировой войнами. В результате экономического роста наблюдались заметные улучшения в уровне жизни и развитии среднего класса. Хотя Испания до своего вступления в Европейское сообщество в 1986 году оставалась экономически менее развитой по отношению к крупнейшим странам Западной Европы (за исключением Португалии, Греции и Ирландии), однако общий рост продолжился и через несколько лет страна достигла того же уровня, что и остальные страны. Испания стала пятой по величине экономикой в ЕС и, в абсолютном выражении, двенадцатой в мире. В 1974 году доход на душу населения в Испании составлял 79 % от среднего показателя по Западной Европе, а в 2004 году превысил 90 % от среднего дохода на душу населения. После присоединения к Европейскому союзу более отсталых восточноевропейских стран (например, Польши, Румынии и Болгарии), средний доход на душу населения в Испании составил 105,7 %, оказавшись тем самым выше среднеевропейского уровня.

### Сельское хозяйство
Испанское чудо во многом питалось исходом сельского населения в города, что позволило значительно увеличить рабочий класс, очень похожим явлением совсем недавно сопровождался экономический взлёт Китая. Экономический бум привёл к чрезмерному и неконтролируемому росту строительного сектора на периферии главных испанских городов для размещения новых рабочих, прибывших из сельской местности.
Основные миграционные потоки шли с юга Испании в сторону индустриальных районов Каталонии и Страны Басков. В это же время Мадрид стал городом услуг и торговли, что также увеличило численность населения, требуя нового жилья в больших количествах. Этот феномен увеличил занятость в строительном секторе.

### Массовый туризми эмиграция
Открытие Испании, не имеющей больших запасов полезных ископаемых, для массового туризма привлекло в страну большое количество иностранной валюты, которая использовалась для оплаты импорта машин, оборудования и прочего, необходимого для быстрого развития инфраструктуры и промышленности. Кроме того, туристическая индустрия отличается повышенной трудоёмкостью, что также обеспечило создание большого числа рабочих мест.
Помимо туризма и растущей промышленности, ещё одним фактором, благоприятствующим развитию, стала эмиграция испанцев для работы на фабриках и строительных площадках в странах, достигших большого экономического процветания после Второй мировой войны, особенно Франции и Германии. Многие из этих испанских рабочих отправляли большую часть своих заработков своим семьям в Испанию, что привело к росту потребления и инвестиций.

### Индустриализация
Чтобы ускорить индустриализацию, испанское правительство инвестировало в крупные компании через Национальный институт промышленности или непосредственно, как в случае с SEAT. Выросло промышленное производство в старых промышленных зонах, таких как, в Стране Басков и северном побережье Ферроля и Виго (металлургия, судостроение), в окрестностях Барселоны (автостроение, машиностроение, текстиль, нефтехимия), Мадрид превратился в важный промышленный и коммерческий район. Автомобильная промышленность была одним из самых мощных локомотивов испанского чуда: с 1958 по 1972 год производство автомобилей росло ежегодно в среднем на 21,7 %. Если в 1946 году в Испании было выпущено 72 000 легковых автомобилей, то в 1966 году уже 1 миллион. Символом развития стал автомобиль SEAT 600, версия итальянского FIAT 600, выпускаемый испанской компанией SEAT. Всего в период с 1957 и 1973 годы было произведено более 794 000 SEAT 600, и если в начале этого периода эта модель была первой машиной многих семей испанского рабочего класса, то в конце она стала первым «вторым» автомобилем во многих семьях.

## Конец чуда, замедление роста
Нефтяной кризис 1973 года закончил этот «чудесный» рост, и после этого экономика следовала более лёгкой восходящей траекторией. Присоединившись к Европейскому экономическому сообществу в 1986 году и произведя полную перестройку промышленности, Испания в экономическом и социальном плане находится в числе промышленно развитых стран, оставив позади ситуацию эндемической отсталости, которая наблюдалась до первой половины XX века.

## Последствия
Распределение эффектов экономического чуда 1960-х годов, как и в Италии, было неравномерным. В то время как некоторые регионы, такие как Мадрид, Каталония и Страна Басков, быстро наращивали занятость и доход на душу населения, другие, например, Эстремадура, Кастилия-Ла-Манча и в меньшей степени Андалусия, почти не испытали влияние экономического бума.
В местах, где происходит развитие и индустриализация, впервые в Испании, проявился феномен среднего класса: человек со стабильной работой и доходом достаточным не только для содержания семьи, но и покупки дома и автомобиля. Во время «экономического чуда», совпавшего с «золотым веком капитализма», уровень жизни богатой Испании был близок к уровню жизни развитой Европы. Экономический рост, наряду с настойчивостью и вездесущностью режима, привели к тому, что важная часть этого нового среднего класса считала диктатуру Франко успешной социальной и рабочей моделью.
С другой стороны, южные регионы страны с низким уровнем индустриализации в гораздо меньшей степени испытали последствия «чуда», при том, что их демография значительно изменилась из-за эмиграции населения в более развитые районы Испании и в остальную Европу. Эти регионы, даже через десятилетия после «чуда», продолжали оставаться экономически и социально отсталыми, сохраняя такие проблемы, как неадекватность основных общественных услуг, хотя во всех этих местах режим поощрял строительство социального жилья. Исключениями стали расположенные на юге Левант и провинция Малага, которые нашли источник дохода и экономического роста в туризме.
Различие между плотностями населения разных регионов Испании усилилось, оставив небольшое количество очень густонаселённых районов (средиземноморское побережье, Страна Басков и Мадрид) и большую демографическую пустыню внутри полуострова (за исключением вышеупомянутой столицы). Эти демографические диспропорции сохраняются и по сей день, что усугубляется старением населения.